# South Yuba City
South Yuba City é uma antiga região censitária do estado norte-americano da Califórnia, no condado de Sutter.

## Demografia
Segundo o censo americano de 2000, a sua população era de 12.651 habitantes.

## Geografia
De acordo com o United States Census Bureau tem uma área de 8,4 km², dos quais 8,4 km² cobertos por terra e 0,0 km² cobertos por água.

## Localidades na vizinhança
O diagrama seguinte representa as localidades num raio de 16 km ao redor de South Yuba City.